# José Joaquín Camacho
Justo José Joaquín Camacho y Rodríguez de Lago (Tunja, 17 de julio de 1766-Bogotá, 31 de agosto de 1816) fue un estadista, abogado, periodista y catedrático neogranadino. 
Fue un activo precursor de la Independencia de la Nueva Granada, y participó en el Cabildo Abierto, en el que se declaró el Acta de Independencia de Colombia, de la que fue también uno de los firmantes. También fue uno de los miembros del Triunvirato de las Provincias Unidas de Nueva Granada, de 1814 a 1815, lo que equivale a la actual presidencia de Colombia.
Fue ejecutado durante la Reconquista española en 1816.

## Biografía

### Inicios
José Joaquín Camacho nació el 17 de julio de 1766, en Tunja, que fue parte del Virreinato de la Nueva Granada, hoy Colombia. Sus padres fueron Francisco Camacho y Rosa Rodríguez de Lago y Vargas. 
Asistió al Real Colegio de Nuestra Señora del Rosario, hoy Universidad del Rosario, donde estudió Jurisprudencia. Fue admitido como abogado por la Real Audiencia de Santafé de Bogotá en 1792.
También participó en la Expedición Botánica y en 1805 fue nombrado corregidor de Pamplona (Actual Norte de Santander).

### Escritura y periodismo
En respuesta a un concurso convocado en 1808 por el filántropo Manuel Nicolás Tanco, Joaquín Camacho escribió "Memoria sobre la causa y curación de los cotos", un recuento sobre las causas y el tratamiento del bocio; este notable trabajo ganó la competencia. El concurso fue una respuesta a la situación de Bogotá, que en el momento estaba teniendo una pequeña epidemia de bocio.
Joaquín Camacho escribió para el Seminario del Nuevo Reino de Granada, un boletín editado por Francisco José de Caldas. Su contribución más importante, en 1809, fue la Relación territorial de la provincia de Pamplona en el Nuevo Reino de Granada, un extenso inventario sobre la Provincia de Pamplona al final del período colonial. En él se describen sus principales ciudades, la fauna y la flora de la región, los límites provinciales y las fronteras, y otros datos geográficos y botánicos acerca de Pamplona.
Joaquín Camacho empezó a aventurarse más en el periodismo en 1810, cuando coeditó el periódico Diario Político con Francisco José de Caldas. El Diario político, publicado por primera vez el 27 de agosto de 1810, contenía artículos relacionados con los acontecimientos del 20 de julio y circuló con una frecuencia de tres números semanales hasta febrero de 1811.

### 20 de julio de 1810
El 19 de julio de 1810, los precursores de la independencia - Camilo Torres Tenorio, José Acevedo y Gómez, José Miguel Pey y Jorge Tadeo Lozano, entre otros, celebraron una reunión secreta en el Observatorio Astronómico de Bogotá, que era entonces la oficina de Francisco José de Caldas. Se les había informado de un plan fraguado por los españoles para detener a destacados criollos con ideas favorables a la independencia; los precursores, que estaban decididos a obtener la independencia, esa noche concibieron la revolución.
Ellos tenían el convencimiento de que la próxima visita de los Comisarios regios: Antonio Villavicencio y Carlos Montúfar tendría las mismas consecuencias que en Cartagena de Indias. Camilo Torres propone entonces que la primera afrenta tendría que venir de los españoles, para impedir que sus seguidores hicieran algo al respecto e incitar a la gente al levantamiento.  
Por ello, decidieron que Joaquín Camacho iría a la casa del virrey y le invitaría a que permitiese la realización de una Junta: ellos sabían que se opondría, lo cual usarían como una muestra de la intención de los españoles de socavar la independencia americana. Mientras tanto, Luis de Rubio y Antonio Morales irían a la casa de José González Llorente con la excusa de pedirle en préstamo de un jarrón de flores, algo que, conociendo la reputación de Llorente, sabían que él negaría, provocando con ello el levantamiento popular. 
Al día siguiente, viernes 20 de julio de 1810, todo transcurrió de acuerdo a su plan y llegada la noche ya habían montado un Cabildo Abierto. Camacho fue parte de este Cabildo que redactó la primera Declaración de Independencia de Colombia, el Acta del Cabildo Extraordinario de Santa Fe en la que se declaró independiente el Virreinato de Nueva Granada. Joaquín Camacho figura también como uno de sus firmantes.

### Diputado del Congreso
Joaquín Camacho también participó en el Congreso de las Provincias Unidas de la Nueva Granada, que se celebró en Villa de Leyva, como representante de la provincia de Tunja.

## Triunvirato (1814-1815)
El 5 de octubre de 1814, el Congreso de las Provincias Unidas cambió la Presidencia de las Provincias Unidas y la reemplazó con un Triunvirato, órgano de tres miembros encargado de las labores ejecutivas. 
El Congreso había designado al militar Custodio García Rovira, el político Manuel Rodríguez Torices y al historiador y sabio José Manuel Restrepo para el triunvirato, pero todos ellos fueron incapaces de asumir la Presidencia, por lo que el Congreso sustituyó a todos ellos y en su lugar nombraron a los políticos José María del Castillo Rada, José Fernández Madrid, y Joaquín Camacho. A Camacho le correspondió ejercer el poder ejecutivo desde octubre de 1814 hasta el 2 de enero de 1815. Al triunvirato lo sucedió en la Presidencia Custodio García Rovira.

### Muerte
Joaquín Camacho fue condenado a muerte por el caudillo militar español Pablo Morillo, quien llegó a Nueva Granada para someter a los rebeldes por medio de un consejo de guerra el 31 de agosto de 1816. Camacho fue ejecutado por un pelotón de fusilamiento ese mismo día, muriendo a la edad de 50 años.

## Legado
Cuando Joaquín fue fusilado, su familia fue reprimida por la Reconquista de la Nueva Granada de los españoles, hasta que Simón Bolívar logró la secesión del país en 1819. La viuda de Joaquín, Marcelina Lago, pidió a Bolívar la concesión de una pensión por el sacrificio realizado por su marido. Bolívar la pidió personalmente al Congreso de la Gran Colombia, y el órgano se la concedió en 1820 en nombre de su esposo.

## Familia
Joaquín era miembro de una importante familia  de Nueva Granada. 
Era hijo de Francisco Camacho y Solórzano, y de Rosa María Rodríguez de Lago y Vargas. La pareja, que se casó en 1750 en Tunja, tuvo 7 hijosː Clemente, quien llegó a ser alcalde de Santafé en 1788; Manuel Ignacio, María Teresa, María Josefa, Fernando, sacerdote católico quien llegó a ser obispo de Santa Marta; Agustín Manuel, quien llegó a ser arzobispo de Santafé y también de Santa Marta como su hermano Fernando; Juana Agustina y Miguel Camacho y Rodríguez Lago.
Su padre era un prominiente político de la época y llegó a ser alcalde de Santafé entre 1779 y 1780, y era hijo del militar Martín Camacho y Rojas, alcalde de Tunja y que llegó a ostentar el rango de Mariscal de campo.

### Matrimonio
El 13 de junio de 1793, Joaquín Camacho se casó con Marcelina Rodríguez de Lago y Castillo, hija de su primo Juan Salvador Rodríguez de Lago, y miembro prominente de los Sanz de Santamaría en la familia de su madre, a la que también pertenecía el militar Domingo Caycedo y Sanz de Santamaría, quien fue presidente de la joven nación emancipada durante varios períodos cortos en 1830. La pareja concibió seis hijosː José Rafael, Eusebia, Narcisa, Indalecia, Mariana y Rufina Camacho y Lago.

### Descendencia
Su sobrina, Juana Martínez Camacho, se casó con el político y militar Antonio Ricaurte Lozano, importante precursor de la Independencia de Colombia. Ricaurte era miembro de la misma familia del Marqués de San Jorge, Jorge Miguel Lozano (quien era su abuelo materno); y de su hijo, el Vizconde de Pastrana, Jorge Tadeo Lozano (tío de Ricaurte).
Uno de los sobrinos biznietos de Camacho, el militar Alberto Camacho Torrijos (hijo de su hermano Clemente), fue el padre de los militares Alberto Camacho Leyva, Luis Carlos y Bernarndo Camacho Leyva, y estaba casado con una de las sobrinas biznietas de Domingo Caycedo, Rosa Leyva Camacho, a su vez pariente de José Joaquín Camacho.
Alberto fue general del ejército, llegando a ser comandante del ejército de Colombia. Luis Carlos llegó al Ministerio de Defensa de Colombia bajo el gobierno de Julio César Turbay (1978-1982), y fue el responsable del polémico Estatuto de Seguridad y de la creación de la Universidad Militar Nueva Granada de Colombia; por su parte Bernardo fue policía y llegó a ser director de la Institución entre 1965 y 1971, bajo los gobiernos de Guillermo León Valencia, Carlos Lleras Restrepo y Misael Pastrana.